# Quezon, Quezon
Quezon là một đô thị cấp năm ở tỉnh Quezon, Philippines. Theo điều tra dân số năm 2007, đô thị này có dân số 15.011 người. Đô thị này được đặt tên theo Manuel L. Quezon, tổng thống Philippines thứ nhì, tổng thống thứ nhất Thịnh vượng chung Philippines, tỉnh trưởng.

## Các đơn vị hành chính
Về mặt hành chính, Quezon được chia thành 24 khu phố (barangay).
| - Apad - Argosino - Cagbalogo - Caridad - Cometa - Del Pilar - Guinhawa - Gumubat - Magsino - Mascariña - Montaña - Barangay I (Pob.) | - Barangay II (Pob.) - Barangay III (Pob.) - Barangay IV (Pob.) - Barangay V (Pob.) - Barangay VI (Pob.) - Sabang - Silangan - Tagkawa - Villa Belen - Villa Francia - Villa Gomez - Villa Mercedes |